# Campionati mondiali di ginnastica ritmica sportiva 1987
I XIII Campionati mondiali di ginnastica ritmica sportiva si sono svolti a Varna, in Bulgaria, dal 17 al 20 settembre 1987.

## Risultati
| Evento                          | Oro                                                                 | Argento                                                     | Bronzo                                                               |
| Individuale (cerchio)           | Bianka Panova Bulgaria / Maryna Lobač Unione Sovietica 20,000       | --                                                          | Anna Kočneva Unione Sovietica 19,900                                 |
| Individuale (clavette)          | Bianka Panova Bulgaria / Anna Kočneva Unione Sovietica 20,000       | --                                                          | Maryna Lobač Unione Sovietica 19,950                                 |
| Individuale (fune)              | Adriana Dunavska Bulgaria / Bianka Panova Bulgaria 20,000           | --                                                          | Maryna Lobač Unione Sovietica / Anna Kočneva Unione Sovietica 19,800 |
| Individuale (nastro)            | Bianka Panova Bulgaria / Tat'jana Dručinina Unione Sovietica 20,000 | --                                                          | Elizabet Koleva Bulgaria 19,900                                      |
| Individuale (concorso completo) | Bianka Panova Bulgaria 40,000                                       | Elizabet Koleva Bulgaria / Adriana Dunavska Bulgaria 39,800 | --                                                                   |
| Gruppo (6 palle)                | Bulgaria 39,900                                                     | Unione Sovietica 39,650                                     | Cina 38,850                                                          |
| Gruppo (3 cerchi, 3 palle)      | Bulgaria 40,000                                                     | Cina 39,200                                                 | Spagna 38,750                                                        |
| Gruppo (concorso completo)      | Bulgaria 40,000                                                     | Unione Sovietica 39,200                                     | Spagna / Cina 38,650                                                 |

## Medagliere
| Pos. | Nazione          | Oro | Argento | Bronzo | Totale |
| 1    | Bulgaria         | 9   | 2       | 1      | 12     |
| 2    | Unione Sovietica | 3   | 2       | 4      | 9      |
| 3    | Cina             | 0   | 1       | 2      | 9      |
| 4    | Spagna           | 0   | 0       | 2      | 2      |